# 誘拐報道
『誘拐報道』（ゆうかいほうどう）は、1980年に発生した宝塚市学童誘拐事件を描いた読売新聞大阪本社社会部編（新潮社刊）の同名ドキュメンタリーを原作とした1982年の東映・日本テレビ提携製作映画。配給東映。萩原健一主演・伊藤俊也監督。

## 概要
1980年1月、兵庫県宝塚市で発生した幼児誘拐事件（宝塚市学童誘拐事件）を素材に、幼い生命の救出をめぐって、報道陣、警察、被害者家族たちが、事件の渦中で傷つきながら努力する姿をサスペンスフルに描く。

## あらすじ
宝塚市の私立小学校1年の三田村英之が誘拐され、犯人から小児科医の父と母に身代金の要求がある。各新聞社には「報道協定」の要請があったが、各社は協定解除に向けた準備をするべく色めき立つ。
最初の身代金指定場所の河原には英之のランドセルがあって、警察への通報に気付いた犯人から、再度の脅迫電話がくる。犯人の古屋数男は、気が弱いくせに見栄っ張りで娘の香織を私立小学校に通わせているが、経営していた喫茶店をだましとられ、妻・芳江の稼ぎで食いつないでいる。誘拐した英之は香織の同級生だった。
数男は断崖に立って布団袋に入れた英之を投げ棄てようとするが実行できず、トランクに押し込んだ英之を連れて誘拐の旅に入っていく。そして最初殺そうと思っていた英之に食べ物を与え接しているうち、だんだん情が移っていく。
次の指定場所の喫茶店では店内の刑事に気付いて諦め、次に指定した空港でも刑事が目撃されて接触出来ない。やがて誘拐した英之と娘が仲良しだったと知り愕然とするが、そのうち英之が寒さと疲労で高熱を出してしまう。
数男は悪寒を訴える英之を持て余し、ガソリン切れになった車で呆然としているところを、警官の職務質問を受けてトランクの英之が発見され緊急逮捕される。
報道協定は解除され、マスコミに追われるように芳江と香織は丹後の義母の家に向かうが、途中二人にカメラを向けてきた新聞記者に対し香織は「うち、お父ちゃん好きや」と叫んだ。

## スタッフ
- 監督：伊藤俊也
- 製作：高岩淡、後藤達彦
- 企画：天尾完次、高井牧人
- プロデューサー：松尾守、瀬戸恒雄
- 脚本：松田寛夫
- 撮影：姫田真佐久
- 音楽：菊池俊輔
- 美術：今村力
- 編集：戸田健夫
- 録音：林鉱一
- スクリプター：加藤勝男
- 助監督：森光正
- 照明：山口利雄
- 音響効果：原尚
- 記録：山内康代
- 製作調整：山田光男
- 演技事務：河合啓一
- 装置：開米慶四郎
- 装飾：金田孝夫
- 美粧：井上守
- 美容：宮島孝子
- 衣装：内山三七子
- 宣伝：レオ・エンタープライズ
- 方言指導：島田淳、池田道枝
- 現像：東映化学
- 進行主任：小島吉弘
- 音楽監督：菊池俊輔
- 主題歌：「風が息をしている」（ポリスターレコード[2][注 1]）

作詞：谷川俊太郎
作曲：菊池俊輔
歌：林牧人
- 音楽協力：日本テレビ音楽
- 発売：日本コロムビア
- 協力：宝塚ホテル、明治乳業、日本無線、N.A.C大阪、株式会社国際プロ、東映俳優センター、東映美術センター
- 東映・日本テレビ放送網提携作品

## 出演者
- 古屋数男 - 萩原健一
  - 喫茶店の経営に失敗し、森安らから多額の借金を抱えている。医師である三田村の家は裕福で、十分に脅しさえすれば警察に知られることもなく要求に応じるだろうと考え、息子である英之を誘拐して身代金を要求する。妻子があるにもかかわらず、故郷に戻り、かつての恋人庄司のぶ代（池波志乃）とカー〇ックスを行なう。
- 古屋芳江 - 小柳ルミ子
  - 数男の妻。ナカムラ造花で働き、店の敷地内で親子3人で暮らす。数男の借金を森安から聞かされる。
- 三田村緋沙子 - 秋吉久美子
  - 三田村昇の妻。
- 津島友子 - 藤谷美和子
  - 滝耕太郎の恋人。新聞社に入社し多忙となった耕太郎と将来について話し合うために新神戸駅へ降りる。
- 古屋香織 - 高橋かおり（子役）
  - 数男の一人娘。実は数男が誘拐した英之とクラスメイトで、友達になったばかりだった。
- 三田村英之 - 和田求由（子役）
  - 私立若葉学園の一年生。下校途中に拉致される。
- 滝耕太郎 - 宅麻伸
  - 新人新聞記者。芳江と香織がひっそりと夜逃げする様子をカメラに収めるが、香織から投げかけられた言葉に心を打たれ、結局「空振りでした」と大西らに報告し、写真を撮ったことを打ち明けなかった。
- 渡辺キャップ：大和田伸也
- 字野記者：小倉一郎
- 三田村昇 - 岡本富士太
  - 小児科医。
- 耕太郎の同僚：橋爪功
- 大西支局長：三波伸介
- 宝塚直配所々長：なべおさみ
- 警察広報：渥美国泰
- 吉本編集局長：永井智雄
- A社キャップ：宮内洋
- 服部刑事企画課長：藤巻潤
- 遠藤警部 - 伊東四朗
  - 県警捜査第一課の被害者対策班長。5人の部下を率いて三田村宅に詰める。最後の取引の時、子供を持つ親の気持ちになるようにと昇に懇願され、昇と緋沙子だけで取引場所に行かせる。
- 数男の母 - 賀原夏子
  - 数男の実家の丹後で機織りをしている。
- 久保信次 - 湯原昌幸
  - 数男の高校の同級生で漁協のトラック運転手。積雪でトラックが動かなくなったため、実家に戻って来た数男の車に強引に乗る。
- 森安泰明 - 中尾彬
  - 悪徳高利貸。数男を騙して200万の手形を切らせ、店を乗っ取った。
- バー「曽根崎」のホステス・ヒロミ：高沢順子
  - ママの葬儀で、新聞に掲載された土門社会部部長のママへの追悼文を読み、泣き崩れる。
- 北川巡査部長：亜湖[2]
- 庄司のぶ代：池波志乃
  - 数男のかつての恋人。久保信次から数男が故郷に帰っていると聞き、海岸で数男を見つけカー〇ックスを行なう。誘拐された子供を目撃した唯一の人物。
- バー「曽根崎」のホステス：松尾嘉代
- 借金取り - 三谷昇
  - 森安に出した200万の手形が自分に回って来たことを芳江に伝える。
- 剣持県警捜査第一課長 - 平幹二朗
  - 宝塚警察署に設置された捜査本部の本部長。
- 光宗パイロット：菅原文太
- 土門社会部部長：丹波哲郎

- 出光元[2]、藤田宗久[2]、高月忠[2]、五野上力[2]、木村修[2]、町田政則[2]、友金敏雄[2]、岡部正純[2]、原田英子[2]、中田博久[2]、大谷朗[2]、河合絃司、城春樹[2]、長沢大[2]、三重街恒二、谷本小代子、泉福之助、山本緑、相馬剛三、小沢象[2]、稲葉義男[2]、北村大造[2]ほか

## 製作

### 企画
監督の伊藤俊也が「何としても映画化したい」と岡田茂東映社長（当時）に直談判した末にGOサインが下りたものの、伊藤が小柳ルミ子のヒロイン役に固執し、小柳の所属する渡辺プロダクションに何度も直訴するも、拘束期間の長い映画には出させられないと断られていた。この年、小柳は歌手業一本で行くことがプロダクションのスタッフ会議で決まっていた。一方、出資する日本テレビ側の希望は吉永小百合か大原麗子であり、日テレや読売新聞は小柳を歌手としか見ておらず、小柳の起用に猛反対した。東映サイドからいえば、吉永や大原では意外性がなく、伊藤が「歌姫を汚れ役で使うということに意味があるんだ」と日テレサイドを押し切り、小柳には伊藤からのオファーは伝わっていなかったが、萩原健一が小柳に話を伝え、出演を熱望した小柳と、小柳の起用を熱望する伊藤の説得にナベプロも折れ、ようやくクランクインが決定した。そのため、小柳の多くの営業をキャンセルして大きな損害が出たという。伊藤俊也は前作『犬神の悪霊』の興行失敗以来、五年ぶりの映画演出となった。

### キャスティング
前述のように萩原健一、小柳ルミ子とも、伊藤監督の強い希望でのキャスティングであった。特に小柳は「役のイメージでない」と伊藤以外は全員反対だったとされるが、東映のプロデューサーの天尾完次は「『トラック野郎』の三作目くらいから小柳をマドンナ役にとずっと交渉していた。女優としての才能は必ずあると前から思っていた。今回やっと主役でやれた」と話している。また伊藤が1979年に堺屋太一原作の『油断!』を企画として挙げ、小柳に出演オファーをしたことがあったが、この時もナベプロに映画出演は横道に逸れると大反対されていた（企画も流れる）。また小柳は「『鬼龍院花子の生涯』や『野獣刑事』も出演オファーがあり（役柄は不明）、にっかつ（ロマンポルノ）からも相当口説かれた」と話しており、小柳自身、芝居が好きでずっと映画に出たいと思っていたという。
萩原も伊藤から誘拐犯での出演オファーにイメージダウンの恐れがあり、なかなか踏ん切りがつかなかったが、伊藤からの凄い熱に出演を承諾した。萩原は「最近作る側に熱がないのが寂しかったんだ。俺は脚本の良し悪しより作る側の熱を大事にする。でなけりゃ見る方にも何も伝わらないと思うしね。今回は伊藤監督の熱に打たれたよ。その熱が画面に出たと思いますね」などと話し、2か月で10kg減量して誘拐犯人役に挑み、鬼気迫る演技も話題となった。萩原健一は伊藤俊也監督を「いい監督だった」「理論的で画面構成もしっかりしていた」と評価していた。また車のスピン・シーンは、子供の安全の視点からカットされている。
小柳ルミ子は、芸能人として幸運すぎるスタートを切って荒波もなく、さざ波程度で順調に来たが、このままだと自分を維持するだけになってしまうのが嫌で、30歳を迎えるこの年、大きく波立たせるためにはまず波の最下線まで自分を落とし込むことだと考え、「未知の映画なら、それを体験出来る。伊藤監督にしごかれて自分の駄目さを痛いほど感じたい」と自虐的試みとして誰にも相談せず、出演オファーを受けた。これまでひたすら女として生きた自分の情感で、素人ながらどこまで女優として迫れるかの挑戦もあり、ノーメイクでカメラの前に立った。伊藤監督の面子を潰してはいけないと必死に取り組み、しばらくしてスタッフから「小柳さんで良かった。監督は正解でした」と声が上がり、涙が込み上げた。小柳の演技は称賛され、日本アカデミー賞で現役歌手として初めて最優秀の演技賞を受賞した。作りあげてゆく作業が歌の世界とは全然違い、初めての経験に映画の仕事が自分と相性がいいと血が騒ぐ快感を感じた。自身も女として生きようと再確認し、ショーケンにも「子供が似合うね」と言われたが、「やっと仕事が楽しみながらやれるようになった」と感じたため、今は結婚しないと決めた（当時盛んに結婚報道がされていた）。
映画・テレビ・演劇界から主演級俳優が集結した。神戸支局長を演じる三波伸介は映画出演は7年ぶりで最後の映画出演。新米記者を演じる宅麻伸は映画初出演。橋爪功はエンドクレジットの二列36人並びのトップに名前が出る。
準主役に該当する二人の子役は重要な位置を占めると考えた伊藤は、ロケハン段階から、京都、大阪、名古屋で子役延べ5,000人と面接。結果、当時小学校1年生の和田求由と幼稚園児だった高橋かおりを選んだ。

### 製作会見
1982年1月29日、東京帝国ホテルで製作発表会見があり、主要キャスト・スタッフが出席。東映・日本テレビの第一回提携作品として製作発表された。席上、岡田茂東映社長が「堂々たる作品に仕上げよう!」と檄を飛ばした。また大阪から読売新聞大阪本社社会部・黒田清部長も駆けつけ、「報道協定は報道管制ではないことを訴えたかった。映画が原作以上に結実することを祈ります」と普段は表面に出ることのない社会部記者の顔を披露した。

### 演出
伊藤は映画にするには原作に書かれていない犯人と、その周辺を描くしかないと考え、犯人を中心にドラマを展開させた。誘拐劇といえばストーリー・テリングが抜群の『天国と地獄』を意識せざるを得ないため、犯人と誘拐された子供の関係、男対男の戦いをモチーフにしようと考え、犯人が誘拐した子供に次第に負けていく様を緻密に描いた。

### 撮影
読売新聞大阪本社社会部のセットを東映東京撮影所第5ステージに建設。劇中で使われる新聞・号外は全て同社の特別協力で作成されたホンモノ。その他の小道具も実際に使用されたものを使った。壁に原辰徳のポスターが貼られている。
萩原と小柳が台所で激しく口論するシーンは、本番前のフィルムも回したリハーサルのシーンがまだぎこちなくて迫力があったため、そちらを採用した。小柳のライトな自慰シーンは台本になく、伊藤監督からの提案で小柳と相談して追加されたシーン。
土門社会部長役の丹波哲郎が、記者仲間いきつけのクラブで 「ダンシング・オールナイト」を生歌で音を外しながら歌う。
萩原がトランクに誘拐した子どもを隠し、移動する車はアウディ・80で、トランクのエンブレムに「Audi 80」と書かれたシーンが何度か映る。今日では画像の加工等を行わないと車を提供してもらえないかもしれない。
菅原文太が最終盤でヘリの操縦士として突如登場。
ラスト近くに鉛版を使った当時の新聞印刷の工程をゆっくり見せる。
1982年2月クランクイン、4月完成。

### ロケ地
古屋数男（萩原健一）の実家は伊根の舟屋に設定されている他、奥丹後で多くのロケが行われた。。その他、大阪市新大阪駅、伊丹空港、兵庫県宝塚市宝塚ファミリーランド、清荒神駅。尼崎市武庫川河口。

### 製作費
製作費6億5,000万円（うち直接費3億円）。東映と日本テレビが折半した。当時、日本テレビは大林宣彦監督の『転校生』を公開前に先物買いするなど、テレビ局が視聴率を稼げる映画を買い漁り始めた時期だった。

## 興行
製作発表を行った時点でも、秋の興行を予定していたが、1982年の正月映画第二弾を予定していた超大作『大日本帝国』が、夏興行に延期されたため、東映本番線でのロングランの可能性を考えると秋の公開予定作が『制覇』『野獣刑事』と本作と、1982年当初の予想では『楢山節考』もこの年秋の公開予定があり、少しタイトになった。この中では久しぶりのヤクザ映画大作だった『制覇』がメインで、『制覇』の公開日が流動的だったことから、『制覇』を秋の本番線でじっくり流したいと考えられ、本作は洋画系（東映洋画）の劇場で公開された。東京都内はSTチェーンの新宿ミラノ座と渋谷パンテオンでの封切り。

## 作品の評価

### 興行成績
配給収入3.5億円、配給収入4.2億円。社会派ドラマでもう一つ伸び切れなかったとされる。

### 批評家レビュー
作品的に高く評価された。竹入栄二郎は「元歌手の萩原健一、現歌手の小柳ルミ子が根っこからの俳優を喰った。日本アカデミー賞でも武田鉄矢、いしだあゆみ、泉谷しげるらミュージシャンが目立つ演技をして優秀賞をもらっている。こうだから、映画会社の俳優づくりはますます退化していく。小柳は最近ヒット曲が出なかったから、突如映画で演技賞をモノにするから驚く。小柳を起用したプロデューサーの目も確かだったが、それに応えた小柳も本業がイマイチだったから余計に目立つ」などと評した。
鬼頭麟平は「誘拐犯夫婦の愛憎、屈折した感情、動揺する心など、原作には書かれていないフィクショナルな部分を脚色で上手く掘り下げ、よくある"事件もの"以上の人間ドラマに仕上げた。伊藤監督は『スクリーンに一つの"魔"を跳梁させてこそ映画だ』とどこかで語っていたと記憶するが、『誘拐報道』は確かに人間の"魔"を感じさせる作品だった」などと評した。

### 受賞歴
- 1982年モントリオール世界映画祭審査員特別賞[28]
- 第56回キネマ旬報ベスト・テン第9位、読者選出日本映画ベスト・テン第4位
  - 同助演女優賞（小柳ルミ子）
- 第6回日本アカデミー賞
  - 優秀主演男優賞（萩原健一）
  - 優秀助演女優賞（秋吉久美子）
  - 最優秀助演女優賞（小柳ルミ子）
  - 最優秀撮影賞（姫田真佐久）

### 後の作品への影響
後のさまざまな事件映画に影響を与えた作品とも評される。
小柳ルミ子は、芝居は頭でやるものではなく、肉体のすべてでやるものだという意味で「日本にも肉体派女優誕生」などと評価された。小柳は「『誘拐報道』で女優として自信を落としていたら『白蛇抄』で脱ぐ決心はつかなかったと思う」と話している。

## 逸話
- 1982年夏に開催された第7回湯布院映画祭に招待され[31][32]、伊藤俊也監督がシンポジウムにも参加を予定していたが[32]、伊藤が同時期に開催されたモントリオール世界映画祭に急遽出席したため、湯布院を欠席[32]。シンポジウムにはまだ新人だった宅麻伸とプロデューサーの松尾守が代わりに出席したものの、シンポジウムの形にならず[32]。『水のないプール』に出演した内田裕也と安岡力也がシンポジウムに遅れて参加して、内田が開口一番、「東映は湯布院をナメてんのか。東京に帰ったらキッチリ言っておく」とキメて大喝采を浴びた[32]。

## テレビ放映
1984年4月11日のテレビ放送では20.9%の視聴率（ビデオリサーチ調べ）を記録した。
近年のBS・CSでの放送では、高橋かおりのフルヌード・シーンに映像加工が加えられている。

## ソフト状況
1990年にバップからビデオが発売され、2015年にDVD化された。

## 30年ぶりの劇場上映
2012年に銀座シネパトスで萩原健一の映画イベント「萩原健一映画祭」があり、これまで権利上の一部問題や、配給会社にフィルムが存在しないことなどが理由で劇場上映が困難だったが、東京国立近代美術館フィルムセンターの保管フィルムを特別に借りて上映された。